# Wilgotnica włoska
Wilgotnica włoska (Hygrocybe reidii Kühner) – gatunek grzybów z rodziny wodnichowatych (Hygrophoraceae).

## Systematyka i nazewnictwo
Pozycja w klasyfikacji według Index Fungorum: Hygrocybe, Hygrophoraceae, Agaricales, Agaricomycetidae, Agaricomycetes, Agaricomycotina, Basidiomycota, Fungi.
Nazwę polską podała Barbara Gumińska w 1997 r. 

## Występowanie i siedlisko
Opisano występowanie wilgotnicy włoskiej tylko w Europie i Australii. W Polsce jest rzadka. W piśmiennictwie naukowym do 2003 r. podano tylko 3 stanowiska na terenie Polski (w Beskidzie Niskim, Beskidzie Sądeckim i w Pieninach). Znajduje się na Czerwonej liście roślin i grzybów Polski. Ma status E – gatunek zagrożony wymarciem, którego przeżycie jest mało prawdopodobne, jeśli nadal będą działać czynniki zagrożenia. Znajduje się na listach gatunków zagrożonych także w Czechach, Niemczech, Holandii, Słowacji. W Polsce od 2014 r. jest objęty ochroną częściową grzybów.
Rośnie na ziemi, na łąkach, pastwiskach.